# BN Geminorum
BN Geminorum (BN Gem / HD 60848 / HIP 37074) es una estrella variable en la constelación de Géminis.
Es una estrella alejada cuya distancia respecto al sistema solar no es bien conocida.
Un estudio la sitúa a 1480 años luz de distancia mientras que otro, utilizando la paralaje medida por el satélite Hipparcos corregida por la extinción, señala una cifra mayor de 1620 años luz.
BN Geminorum es una estrella de la secuencia principal de tipo espectral O8Vpe. Es una estrella muy caliente cuya temperatura efectiva alcanza los 33.400 K.
Extraordinariamente luminosa, brilla con una luminosidad equivalente a 80.000 soles.
Tiene un radio 8,5 veces más grande que el radio solar y gira sobre sí misma a gran velocidad; diversos estudios cifran su velocidad de rotación proyectada entre 163 y 240 km/s.
Es una estrella masiva de 22 masas solares que —a diferencia de muchas otras estrellas de tipo O— no forma parte de un sistema estelar.
Asimismo, se piensa que probablemente no es una estrella fugitiva.
Catalogada como variable eruptiva del tipo Gamma Cassiopeiae, el brillo de BN Geminorum fluctúa de forma impredecible entre magnitud aparente +6,75 y +6,85.